# Festival Nuits d'Orient
 (octobre 2008).
Améliorez-le ou discutez des points à vérifier. 
Le festival Nuits d'Orient est un festival de musique et de danse orientale présenté chaque année à Vernon (27200), en France, à l'auditorium de l'Espace Philippe-Auguste.

## Fondation
Le festival existe depuis 1997 et a été créé par Djamel Mellouk et Gemma, fondateurs de la Compagnie  Mille et une Nuits. Il allie la musique et la danse orientale. Ce festival perdure depuis plus de vingt ans. 
Le but des fondateurs était de promouvoir la culture orientale de façon simple, directe et festive, dans une région où cette dernière était encore peu connue. Au fil des ans, ce festival a permis de favoriser les échanges entre les écoles de danse et de percussions orientales (créées par Djamel Mellouk et Gemma) situées à Paris et à Vernon, de proposer au public toujours plus nombreux une réelle immersion dans un univers fait de convivialité, de partage, de métissage des cultures, d'éclectisme, d'esprit de fête, de merveilleux, mais aussi de permettre à certains artistes invités de se produire et de partager leur art avec le plus grand nombre.

### Financement
C'est par autofinancement que ce festival a pu perdurer et grâce au travail de Gemma, de Djamel Mellouk et de leurs élèves, ainsi que grâce à l'aide de bénévoles[réf. nécessaire].

## Spectacle
Le festival Nuits d'Orient est composé de nombreux artistes amateurs sur scène, ainsi que Gemma, chorégraphe, les percussionnistes de Djamel Mellouk et la Compagnie Mille et Une Nuits, des centaines de costumes, et un spectacle haut en couleur qui révèle un Orient extraordinaire, à la fois emprunté à la tradition des contes, mais qui est inscrit dans la modernité. De la tradition à la modernité, toutes les formes de danses orientales y sont mises en valeur (baladi, sharki, danses avec accessoires tels que voiles, ailes d'isis, cannes, fusions, et danses avec musiciens live à la darbouka)  Djamel Mellouk et Gemma souhaitent pouvoir le présenter dans d'autres villes.
La représentation de 2022 a lieu le samedi 11 juin.